# Мијуки Јанагита
Мијуки Јанагита (јап. 柳田 美幸; 11. април 1981) бивша је јапанска фудбалерка.

## Репрезентација
За репрезентацију Јапана дебитовала је 1997. године. Са репрезентацијом Јапана наступала је на два Олимпијским играма (2004. и 2008) и три Светска првенства (1999, 2003. и 2007). За тај тим одиграла је 91 утакмица и постигла је 11 голова.

## Статистика
| Јапан  | Јапан | Јапан |
| Год.   | Ута.  | Гол.  |
| ------ | ----- | ----- |
| 1997   | 3     | 2     |
| 1998   | 0     | 0     |
| 1999   | 7     | 0     |
| 2000   | 3     | 0     |
| 2001   | 1     | 0     |
| 2002   | 10    | 1     |
| 2003   | 3     | 0     |
| 2004   | 11    | 0     |
| 2005   | 9     | 3     |
| 2006   | 15    | 4     |
| 2007   | 14    | 1     |
| 2008   | 15    | 0     |
| Укупно | 91    | 11    |